# Vézénobres
Vézénobres este o comună în departamentul Gard din sudul Franței. În 2009 avea o populație de 1.698 de locuitori.

## Evoluția populației
| An        | 1975  | 1982  | 1990  | 1999  | 2006  | 2009  |
| --------- | ----- | ----- | ----- | ----- | ----- | ----- |
| Populație | 1.056 | 1.092 | 1.312 | 1.391 | 1.632 | 1.698 |